# Iveco S-Way
Iveco S-Way je těžký nákladní vůz vyráběný italským výrobcem vozidel Iveco. Byl představen v roce 2019 jako nástupce modelu Iveco Stralis a v současné době se vyrábí v Madridu ve Španělsku.
V listopadu 2022 byl model uveden i v Jižní Americe, vyráběl v závodě Iveco Sete Lagoas.

## X-Way

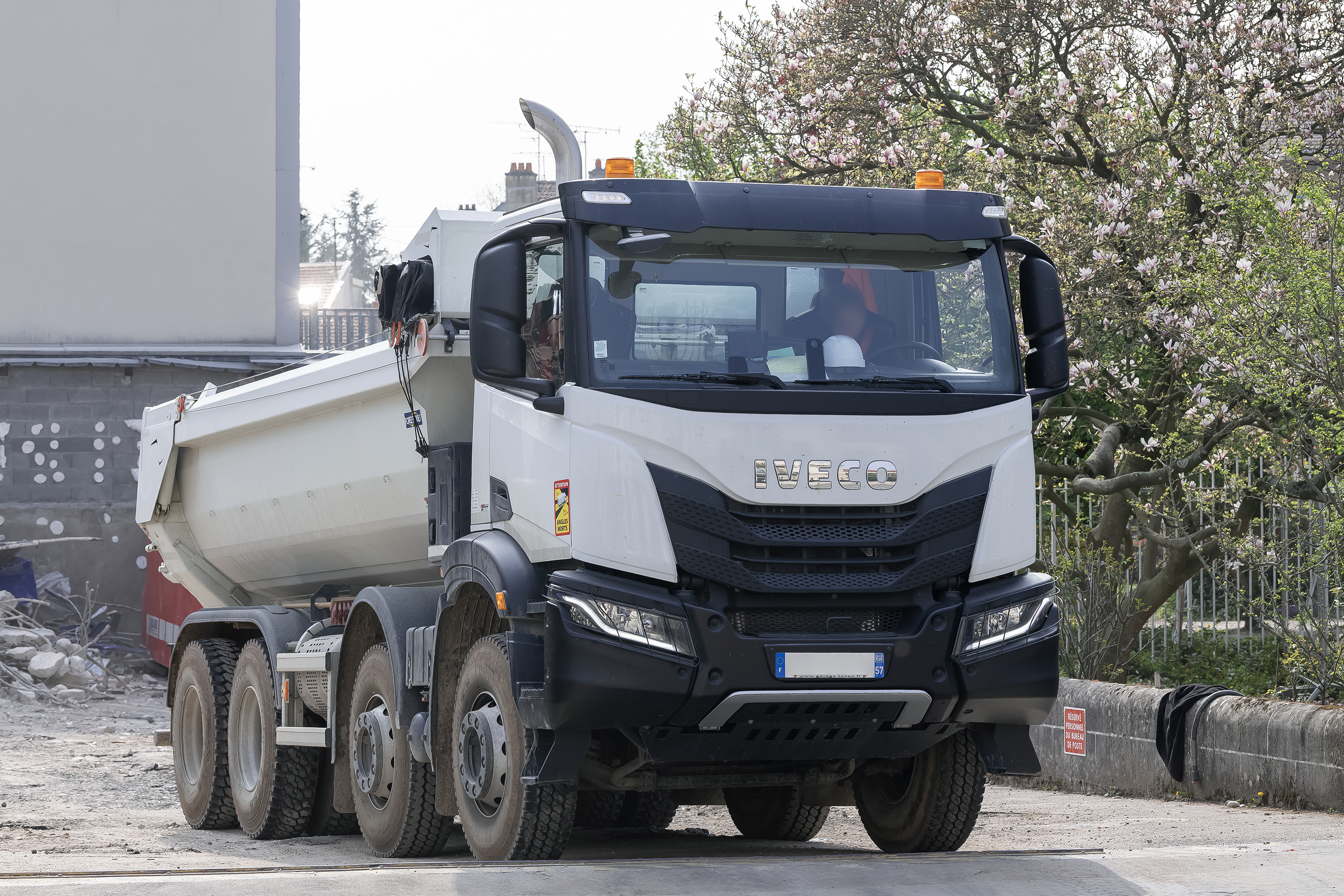
Iveco X-Way

Iveco X-Way je lehký stavební vůz vycházející z modelu S-Way. V minulosti byl X-Way vybaven kabinou Stralis, ale od 4. čtvrtletí roku 2020 se místo ní používá kabina S-Way.